# Wegontwerp
Wegontwerp is het bepalen van de ligging, het horizontaal en verticaal alignement, het dwarsprofiel en de vormgeving van wegen, kruispunten en knooppunten van wegen. Het wegontwerp is als vakgebied onderdeel van de verkeerskunde. 
Uitgangspunt bij het wegontwerp is de wegcategorisering, hetgeen bepaalt wat voor soort weg wordt ontworpen, bijvoorbeeld een autosnelweg of een woonerf. Op basis hiervan wordt meestal een ontwerpsnelheid vastgesteld, bijvoorbeeld 130 km/h voor een autosnelweg of 10 km/h voor een woonerf. De toegepaste waarden verschillen echter zowel tussen landen als tussen gebieden, zo wordt vaak in stedelijke gebieden een lagere ontwerpsnelheid aangehouden voor autosnelwegen dan in landelijke gebieden.

## Wegontwerp in Nederland
Uitgangspunt voor het wegontwerp in Nederland is de wegcategorisering conform de duurzaam veilig visie. Ook de ontwerprichtlijnen die in Nederland worden gehanteerd zijn gebaseerd op deze visie. In Nederland worden de volgende ontwerphandboeken gehanteerd bij het wegontwerp:
- Nieuwe Ontwerprichtlijnen voor Autosnelwegen (NOA) - autosnelwegen
- Handboek Wegontwerp - overige wegen buiten de bebouwde kom
- ASVV - wegen binnen de bebouwde kom

### Overzicht Nederlandse ontwerprichtlijnen
| onderwerp                 | ontwerprichtlijnen                      | uitgever        | externe link |
| ------------------------- | --------------------------------------- | --------------- | ------------ |
| autosnelwegen             | Richtlijn Ontwerp Autosnelwegen 2019    | Rijkswaterstaat |              |
| buiten de bebouwde kom    | Handboek Wegontwerp 2013                | CROW            |              |
| binnen de bebouwde kom    | ASVV 2021                               | CROW            |              |
| verkeersregelinstallaties | Handboek Verkeerslichtenregelingen 2022 | CROW            |              |